# 호소야 마오
호소야 마오(일본어: 細谷 真大, 2001년 9월 7일~)는 J1리그의 가시와 레이솔과 일본 대표팀에서 공격수로 활동하고 있는 일본의 축구 선수이다.

## 구단 경력
가시와 레이솔 2군 선수로 등록된 그는 2019년 3월 리그에서 도쿄 베르디와의 경기에서 64분에 교체 출전하며 J리그 데뷔전을 치렀다.이후 이와테 그루자 모리오카와의 천황배 경기에서 첫 득점을 기록했다.

## 국가대표팀 경력
그는 2022년 AFC U-23 아시안컵에 참가할 일본 U-23 국가대표팀에 발탁되었다.
2022년 EAFF E-1 풋볼 챔피언십에 참가할 일본 국가대표팀에 발탁되었으며, 7월 24일 중국와의 경기에서 데뷔했다. 2023년 AFC 아시안컵에도 출전했다.
2024년 AFC U-23 아시안컵에 참가할 일본 U-23 국가대표팀에 발탁되었으며 우승에 기여했다. 2024년 하계 올림픽에도 출전했다. 4경기에 출전, 1득점을 넣어서, 8강 진출에 기여했다.
2025년 EAFF E-1 풋볼 챔피언십에도 출전, 대회 우승을 차지했다.

## 통계
| 일본 | 일본 | 일본 |
| 연도 | 출전 | 득점 |
| ---- | ---- | ---- |
| 2022 | 1    | 0    |
| 2023 | 2    | 1    |
| 2024 | 3    | 0    |
| 통산 | 6    | 1    |